# تپه رفسیجان
تپه رفسیجان مربوط به دوره اشکانیان - سدهٔ ۵ تا ۷ ه.ق است و در شهرستان ساوه، بخش مرکزی، دهستان رودشور، روستای رفسیجان واقع شده و این اثر در تاریخ ۷ خرداد ۱۳۸۷ با شمارهٔ ثبت ۲۲۹۹۶ به‌عنوان یکی از آثار ملی ایران به ثبت رسیده است.